# 在アメリカ合衆国日本大使
在アメリカ合衆国日本大使（ざいアメリカがっしゅうこくにほんたいし）は、1906年からワシントンD.C.に常駐しているが、大使レベルの外交関係が樹立される以前の駐米外交使節も含めれば1860年から存在する。ただし第二次世界大戦後の占領期には中断された。 
現職は山田重夫。

## 臨時代理公使
- 森有礼、1870年 - 1872年
- 高木三郎、1872年 - 1873年
- 矢野二郎、1873年 - 1874年

## 特命全権公使
- 吉田清成、1874年 - 1882年
- 寺島宗則、1882年 - 1884年
- 九鬼隆一、1884年 - 1888年
- 子爵 陸奥宗光、1888年 - 1890年
- 建野郷三、1891年 - 1894年
- 栗野慎一郎、1894年 - 1896年
- 星亨、1896年 - 1898年
- 小村壽太郎、1898年 - 1900年
- 男爵 高平小五郎、1900年 - 1906年（1期目）

## 特命全権大使
- 子爵 青木周蔵、1906年 - 1908年
- 男爵 高平小五郎、1908年 - 1911年（2期目）
- 子爵 内田康哉、1909年 - 1911年[1]
- 子爵 珍田捨巳、1911年 - 1916年
- 佐藤愛麿、1916年 - 1918年
- 子爵 石井菊次郎、1918年 - 1919年
- 男爵 幣原喜重郎、1919年 - 1922年
- 埴原正直、1922年 - 1924年
- 松平恆雄、1924年 - 1928年
- 出淵勝次、1928年 - 1934年
- 斎藤博、1934年 - 1939年
- 堀内謙介、1938年 - 1940年
- 野村吉三郎、1941年 - 1944年
- 来栖三郎、1941年 - 1945年
- 連合国による日本占領の間、代表者なし（1945年 - 1952年）
- 新木栄吉、1952年 - 1953年
- 井口貞夫、1954年 - 1956年
- 谷正之、1956年 - 1957年
- 朝海浩一郎、1957年 - 1963年
- 武内龍次、1963年 - 1967年
- 下田武三、1967年 - 1971年
- 牛場信彦、1971年 - 1973年
- 安川壮、1973年 - 1975年
- 東郷文彦、1975年 - 1980年
- 大河原良雄、1980年 - 1985年
- 松永信雄、1985年 - 1989年
- 村田良平、1989年 - 1992年
- 栗山尚一、1992年 - 1995年
- 斎藤邦彦、1995年 - 1999年
- 柳井俊二、1999年 - 2001年
- 加藤良三、2001年 - 2008年
- 藤崎一郎、2008年 - 2012年[2]
- 佐々江賢一郎、2012年 – 2018年[3]
- 杉山晋輔、2018年 – 2021年[4]
- 冨田浩司、2021年 - 2023年
- 山田重夫、2023年 -